# Марино, Джордж
Джордж Марино (англ. George Marino; 15 апреля 1947, Бронкс, Нью-Йорк — 4 июня 2012, Нью-Йорк, Нью-Йорк) — американский мастеринг-инженер, сотрудничавший с многими известными рок-исполнителями начиная с конца 1960-х годов. Считается одним из легендарных представителей своей профессии.

## Биография

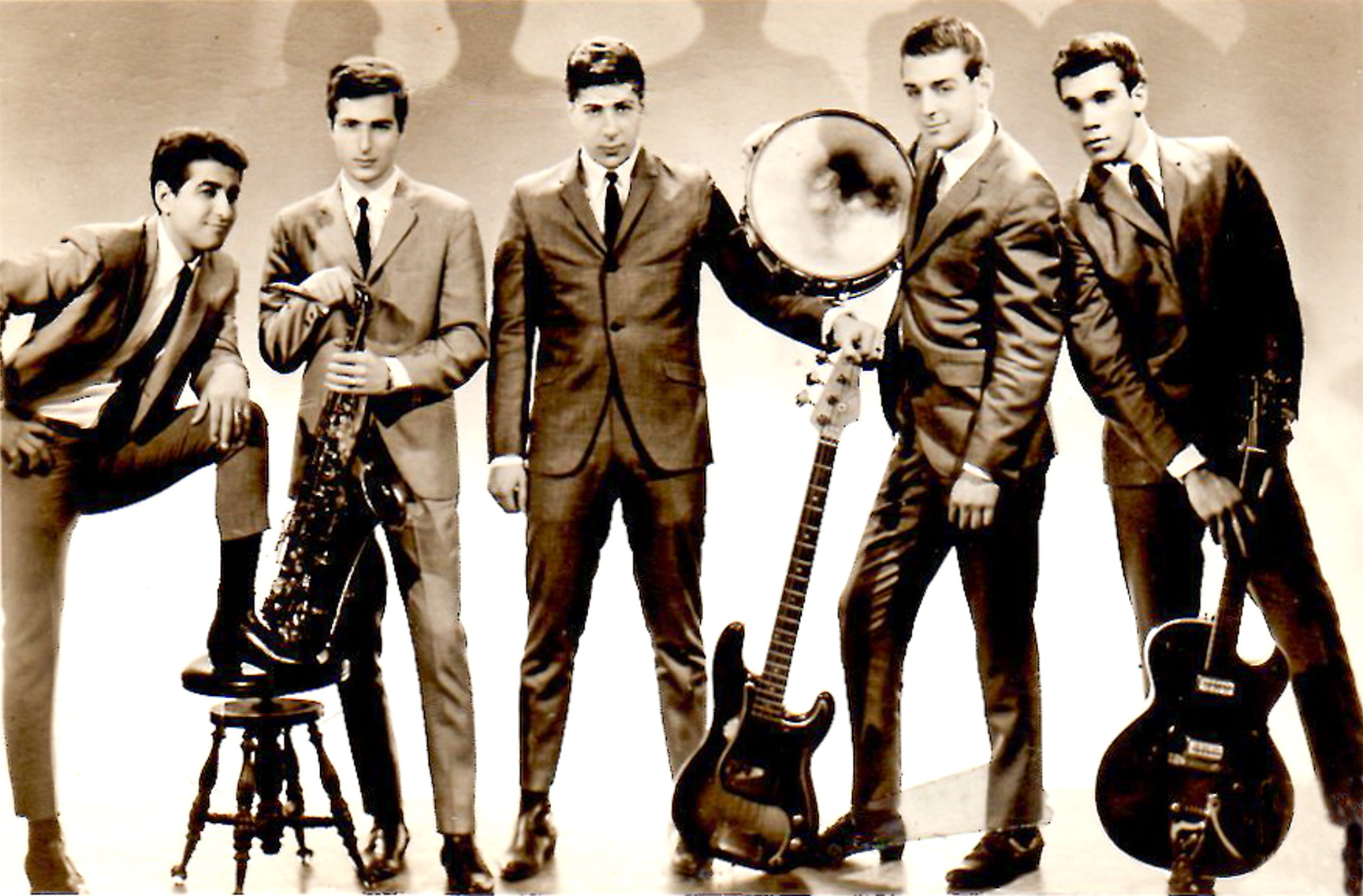
The Chancellors (слева направо): Бижан Якубофф, Дон Грассини, Ронни Сальвани, Ник Диминно, Джордж Марино

Марино родился 15 апреля 1947 года в Бронксе. Окончил среднюю школу имени Христофора Колумба, где научился играть на саксофоне и контрабасе в местном оркестре. Также, в юности, посещал музыкальную школу по классу классической гитары. Марино начинал в качестве гитариста, играющего рок-н-ролл в местных нью-йоркских группах, таких как The Chancellors и The New Sounds Ltd., однако, вскоре большинство его коллег призвали на службу во Вьетнам.
Марино попал в шоу бизнес в 1967 году — получив работу библиотекаря в Capitol Studios. Вскоре он начал стажироваться в отделе мастеринга, участвуя в записи рок-, поп-, джазовых и классических альбомов. В 1968 году он познакомился там со своей будущей женой, Роуз Гросс, с которой обручился спустя пять лет. В 1974 году Гросс стала помощницей Клайва Дэвиса, за несколько месяцев до того, как он основал Arista Records, проработав с ним в течение 26 лет.

## Профессиональная карьера

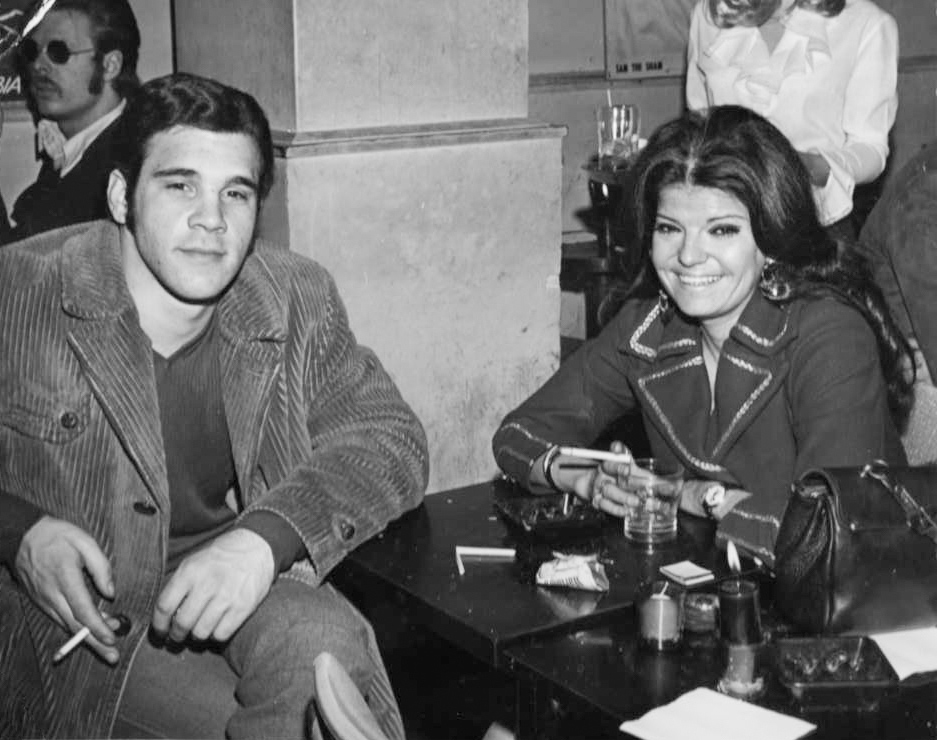
Джордж и Роуз Марино

Работая в Capitol Марино поучаствовал в мастеринге таких классических произведений, как 7-дюймовый сингл «Hey Jude» The Beatles и альбом Live Peace in Toronto 1969 Джона Леннона и Plastic Ono Band. Когда в 1971 году нью-йоркская студия Capitol Records закрылась, Марино перешёл в недавно открывшуюся Record Plant, в конечном счёте став совладельцем мастерингового подразделения студии — Master Cutting Room, офис которого находился на Манхэттене. Там он сделал себе имя благодаря сведению таких пластинок, как American Pie Дона Маклина, Billion Dollar Babies Элиса Купера, Laid Back Грегга Оллмана, а также Talking Book и Innervisions Стиви Уандера.
Наслышанный о профессионализме Марино совладелец Sterling Sound, Ли Халко, пригласил его работать в своей студии, однако тот принял предложение не сразу. После того, как Крис Стоун, владелец Record Plant, переехал в Лос-Анджелес, на Марино легло больше управленческих обязанностей, что сильно отвлекало его от основной деятельности — мастеринга. В итоге, он принял предложение Халко и в 1973 году перешёл в Sterling Sound, где под него оборудовали отдельное помещение с поставленной под заказ аппаратурой.

### Sterling Sound
Начиная с 1973 года и вплоть до своей смерти — в 2012 году — Марино работал в Sterling Sound. В 1998 году Тед Дженсен, Грег Калби и Том Койн вместе с Муратом Актаром (соучредителем Absolute Audio) и британской компанией Metropolis выкупили студию у предыдущего владельца — Ли Халко. Марино остался в должности главного мастеринг-инженера. Sterling Sound занимая верхний этаж торгового центра Chelsea Market (расположенного в районе Метпекинг Дистрикт). Студия Марино — одна из трёх студий объёмного звука в Sterling Sound, её проектировщиком выступил Фрэн Манзелла .

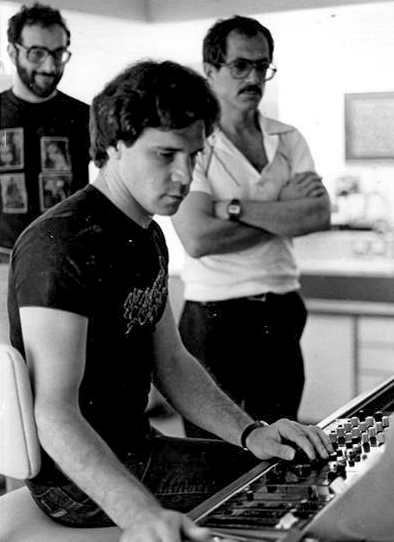
Джордж Марино, ранние годы

Помещение, где работал Марино, является одним из немногих мастеринг-студий в отрасли, если не единственным, приспособленного для работы и с объёмным звуком, и с винилом. Вместе с Крисом Мутом и техническими специалистами Sterling Sound, Барри Волифсоном и Филом Штендеровичем, Марино переоборудовал свою мастеринговую консоль в 8-канальную типа A/B. За счёт чего стало возможным задавать параметры консоли от песни к песне, что необходимо для непрерывного процесса нарезания винилового альбома. Этот тип консолей был распространён в студиях во время расцвета винила, однако версия Марино также имела возможность обрабатывать 6-канальный объёмный звук.
Проработав в Sterling Sound почти 40 лет, Марино приложил руку к мастерингу и/или ремастерингу альбомов таких исполнителей как: AC/DC, Кэт Стивенс, Led Zeppelin, Deep Purple, Guns N’ Roses, Metallica, Cheap Trick, Arcade Fire, Уитни Хьюстон, Coldplay; Синди Лопер; Journey; KISS; Mötley Crüe; The Cars; Bon Jovi; Arctic Monkeys; Дэн Фогельберг; Iron Maiden; Fountains of Wayne; Incubus; Джо Бонамасса; Джими Хендрикс; Джо Сатриани; Майкл Бубле; Weezer; Леонард Коэн, My Morning Jacket, The Tragically Hip, 3 Doors Down, Элис Купер, Билли Сквайер, Cinderella, M-Squad, Сара Брайтман, The Psychedelic Furs, Tommy James and the Shondells, Боб Дилан, Джон Мелленкамп, Red Hot Chili Peppers, Ринго Старр, Santana, Джош Гробан, Southside Johnny, Уилли Найл, Элвис Пресли, Fall Out Boy, Оззи Осборн, Blondie, Hanson, Fun Lovin’ Criminals, The Black Crowes, Van Halen, Dream Theater, Sepultura, Anthrax, Dio, W.A.S.P., Exciter, Fear Factory, Big Country, Manowar, Type O Negative, Weezer, Rollins Band, Джимми Пейдж и многих других.
Марино занимался мастерингом многих альбомов Джона Леннона и Йоко Оно, один из них — Double Fantasy — сводил вместе с продюсером Джеком Дугласом. Double Fantasy вышел через несколько недель после релиза сингла Йоко Оно «Walking on Thin Ice» (выпуск которого предложили Дуглас и Леннон), сведённого при участии Марино в студии Sterling Sound. Вечером 8 декабря 1980 года, после окончания сессий в Record Plant, Дуглас сказал Леннону: «Увидимся утром», так как они планировали встретиться и позавтракать в 9 часов, прежде чем вновь отправиться в Sterling Sound, но Леннон был застрелен 20 минут спустя на обратном пути к себе домой — в особняк Дакота.
Марино получил свою первую и единственную «Грэмми» за сведение альбома The Suburbs группы Arcade Fire, за год до своей смерти. Так как мастеринг-инженеры получили право претендовать на «Грэмми» лишь с 2002 года. По текущим правилам, в период с 1969 по 2012 годы Марино получил бы ещё семь статуэток за выполненный им мастеринг записей. Три из них стали лауреатами в номинации «Альбом года»: Innervisions, Double Fantasy и The Bodyguard. Две из них победили в категории «Запись года»: «I Will Always Love You» и «Clocks» и ещё две в категории «Лучший звукоинженер, не классического альбома» за мастеринг Innervisions и Chicago 17.

## Смерть
Марино умер 4 июня 2012 года в возрасте 65 лет, после года борьбы с раком легких.